# Meseta de Birmingham
Meseta de Birmingham (en inglés: Birmingham Plateau) es una meseta en la región central de Inglaterra, en el Reino Unido. Conforma la parte central y más extensa de la más grande Meseta de Midlands (Midlands Plateau), está separada por el valle del río Blythe de la meseta oriental de Warwickshire al este, y por el valle del río Stour de la meseta de Mid-Severn hacia el oeste. Al norte y al sur limita con los valles de Trent y el de Avon.